# Ecce Ancilla Domini (Rossetti)
Ecce Ancilla Domini (conosciuto anche come L'Annunciazione) è un dipinto di Dante Gabriel Rossetti, compiuto tra il 1849 ed il 1850 e conservato nella Tate Gallery di Londra.

## Storia
Un primo abbozzo del dipinto fu realizzato il 25 ottobre 1849. Assieme ad esso era prevista inizialmente un'opera legata alla morte della Vergine. La tela dell'Annunciazione, cui Rossetti diede il titolo di Ecce ancilla Domini (le parole proferite da Maria all'angelo), fu presentata ad una mostra libera della National Institution of Fine Arts nell'aprile del 1850. L'opera rimase invenduta fino al 1853, allorché fu acquistata da Francis McCracken di Belfast.

## Descrizione e stile
Il dipinto mostra il momento dell'Annunciazione, in cui l'Arcangelo Gabriele comunica a Maria il concepimento e la futura nascita di Gesù Cristo. La vicenda è rappresentata con un estremo realismo, ravvisabile tanto nei colori e nello stile pittorico quanto negli atteggiamenti dei personaggi. L'Arcangelo Gabriele è dipinto in forma completamente umana, si trova in piedi di fronte al letto della vergine e le porge un giglio; come Maria è avvolto in una veste candida, il cui orlo inferiore porta forti riflessi dorati. La Madonna, seduta su un umile giaciglio, appare spaventata e timorosa, diversamente dai consueti dipinti sullo stesso tema. Altri elementi presenti nel quadro sono la stola rossa e la tenda azzurra vicino alla finestra, oltre alla colomba, simbolo dello Spirito Santo; tutti possiedono un preciso valore simbolico.